# Canne de verrier
Pour les articles homonymes, voir Canne.

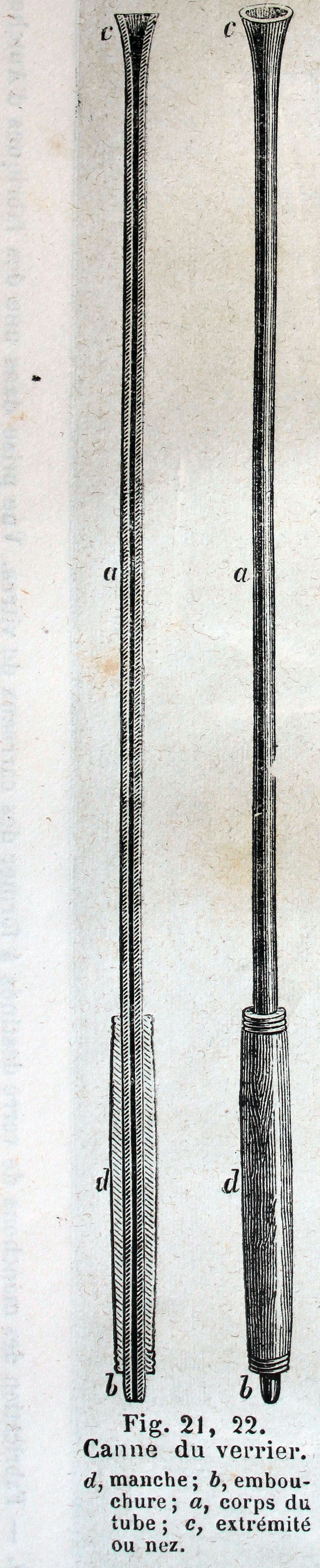
Dessin et coupe d'une canne de Verrier.

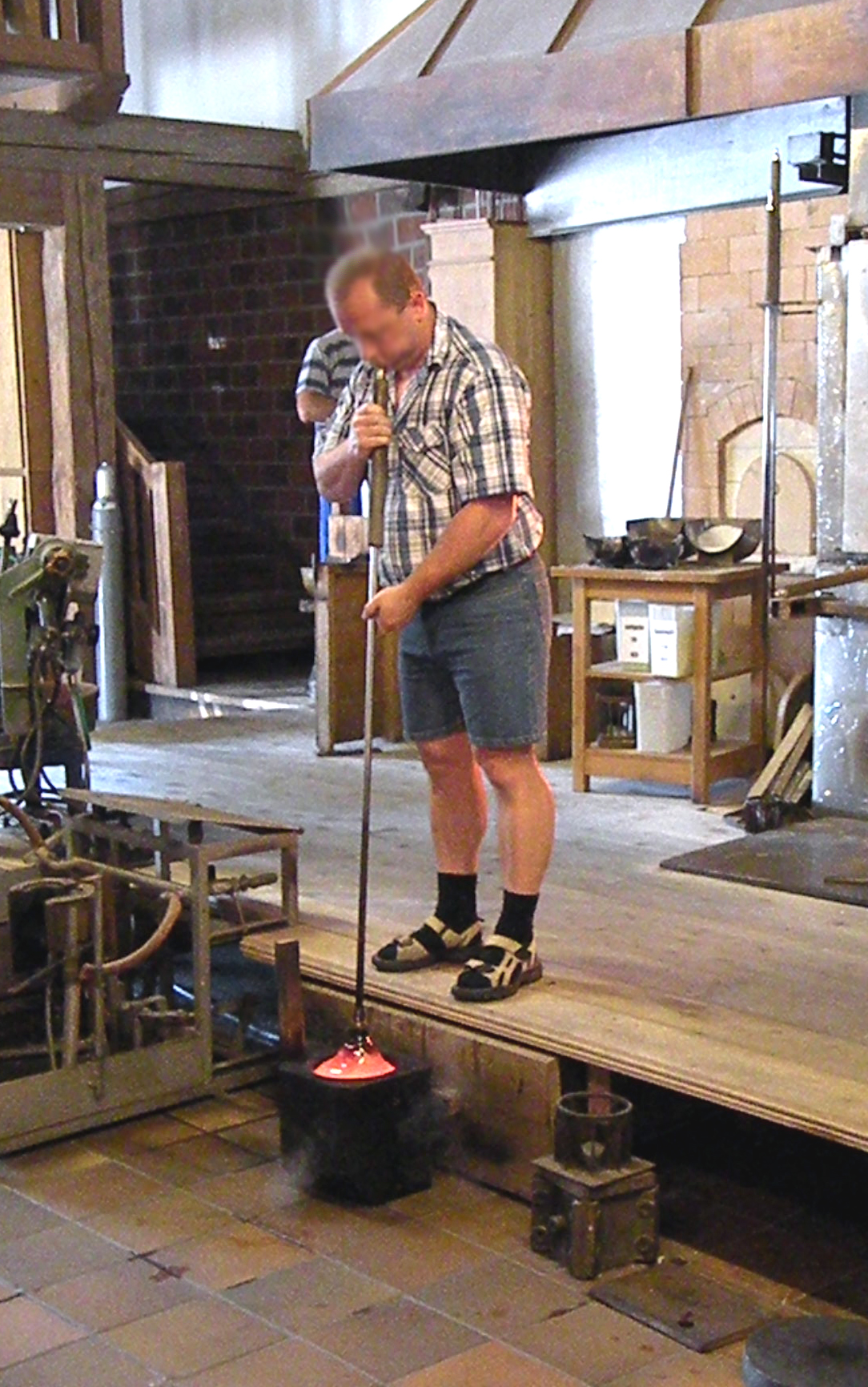
Canne de verrier.

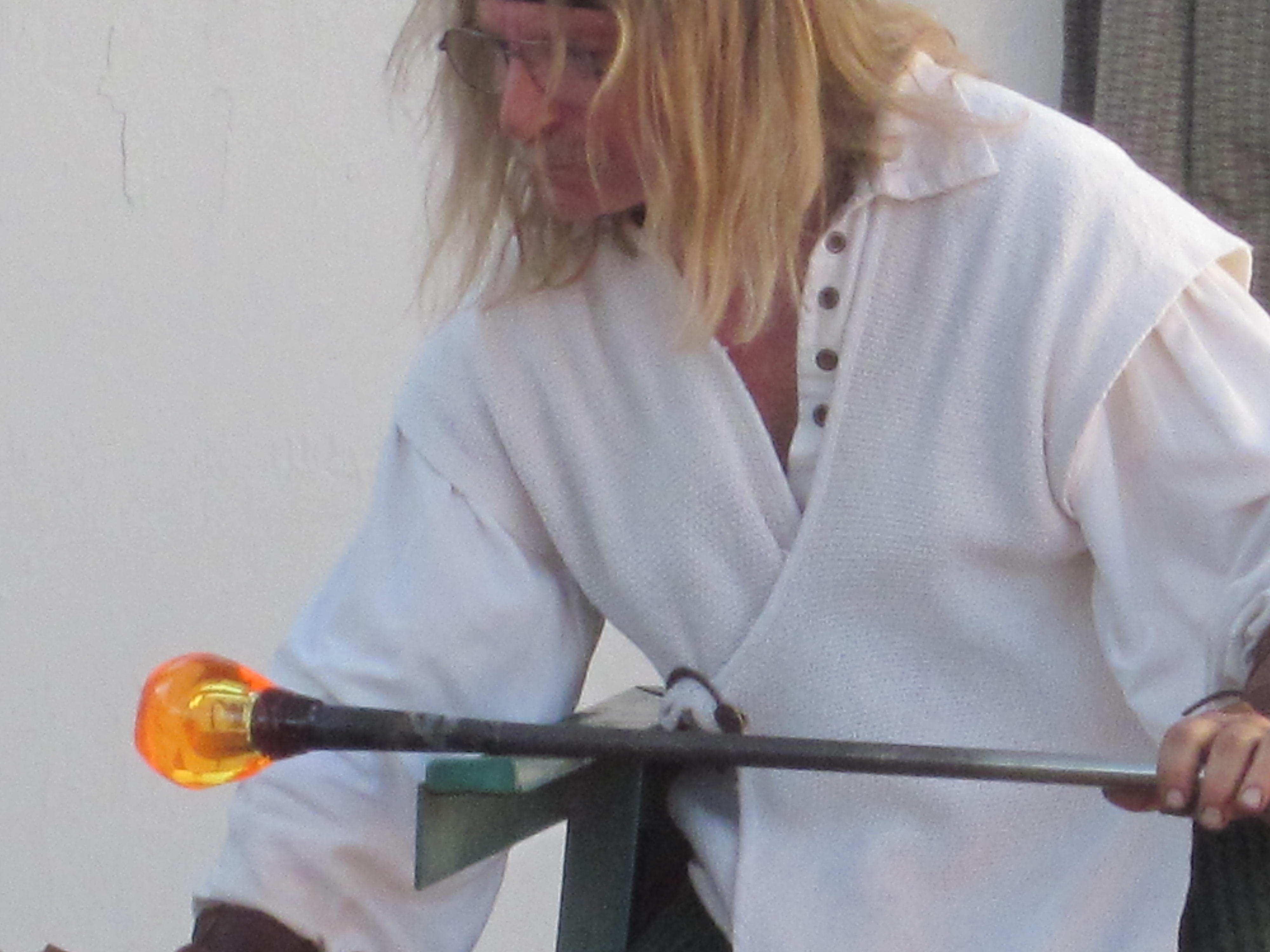
Canne de verrier.

La canne de verrier (ou canne à vent, ou fêle) est l'outil qui permet de réaliser le soufflage du verre.

## Description
La canne de verrier est une espèce de sarbacane ou tuyau creux en fer ou en acier, au moyen duquel on enlève une portion de la matière vitrifiée du creuset, et avec lequel on étend cette matière en soufflant pour en faire une glace. Le tube est muni d'un embout pour la bouche appelé bauquin et s'évasant légèrement à l'autre bout pour y faire adhérer le verre en fusion « cueillé » (ou cueilli) au four.
La canne de verrier est utilisée pour introduire de l'air dans une boule de verre chaud et y ménager un espace afin de créer des boules, des vitres et glaces mais aussi certains types de verre a boire.
En termes de miroiterie, la glace soufflée est une glace qui est formée d'une masse vitreuse ou bosse enlevée et parée au bout d'une canne de verrier, en soufflant dans cette canne pour étendre le verre et lui donner d'abord la forme d'un manchon et ensuite celle d'une glace en le déroulant. La paraison est la forme que l'on donne au verre en fusion en le roulant sur le marbre et le soufflant avec la fêle pour l'étendre.